# لورا ترات
لورا ترات (انگلیسی: Laura Trott؛ زادهٔ ۲۴ آوریل ۱۹۹۲) دوچرخه‌سوار نام‌آور پیست و جادهٔ اهل بریتانیا است. او با چهار مدال طلای المپیک (دو طلا در المپیک ۲۰۱۶ ریو و دو طلا در المپیک ۲۰۱۲ لندن) پرافتخارترین ورزشکار زن بریتانیا در تاریخ بازی‌های المپیک است و هفت بار نیز قهرمان جهان شده است.
ترات در مسابقات کشوری و بین‌المللی در مجموع برندهٔ ۲۶ مدال طلا، ۴ مدال نقره، ۱ مدال برنز شده‌است.